# Geschichte von Rumbach

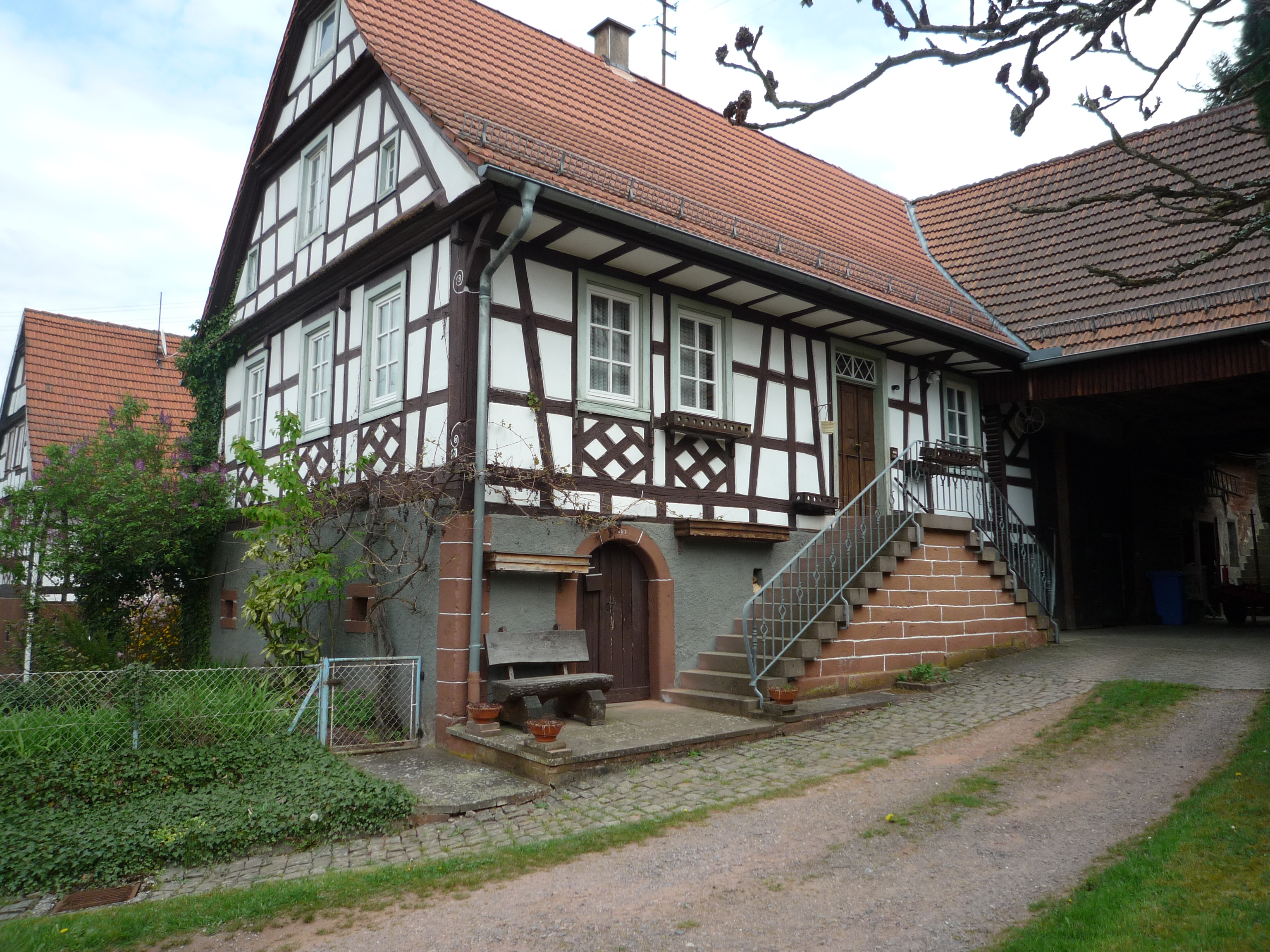
Als gestelztes Einhaus errichtetes Fachwerkhaus im Dorfkern von Rumbach

Die Geschichte von Rumbach ist sowohl von Zu- als auch von Auswanderung geprägt.

## Frühe Neuzeit
Von der ersten Hälfte des 15. bis Ende des 18. Jahrhunderts gehörte Rumbach zum Herzogtum Pfalz-Zweibrücken und dort zum Verwaltungssitz des Amtes Wegelnburg.
In der Zeit des Dreißigjährigen Krieges kam es zu erheblichen Verlusten der ansässigen Bevölkerung des Ortes Rumbach und der Region überhaupt. Dem versuchte man, nach den Wirren dieser Zeit, erfolgreich durch das Anwerben und den Zuzug protestantischer Bevölkerung aus Schweizer Kantonen in den Herrschaftsgebieten des Herzogtums Pfalz-Zweibrücken zu begegnen. Auf diese Vorfahren und Ahnen gründen sich noch heute ansässige Familiennamen wie Friedly, Grüny, Hunsicker, Jacky, Kindelberger und Perret, die sich in der Zeit nach dem Dreißigjährigen Krieg und in den folgenden Jahrhunderten in den Dörfern und Orten des Amtes Wegelnburg niederließen. Einen  Hinweis dazu gibt eine Tafel, die an einem der Rumbacher Brunnen im oberen Teil der Ortsstraße aufgestellt ist.
Die Gegend des Wasgaus und die der Pfalz im Allgemeinen wurde auch in den nachfolgenden Jahrhunderten immer wieder durch Kriegswirren und Kampfhandlungen schwer in Mitleidenschaft gezogen. So bildete der Pfälzische Erbfolgekrieg einen weiteren tiefen Einschnitt in die nachhaltige Entwicklung, und in den Kriegswirren der Französischen Revolution kam es in unmittelbarer Nähe zwischen den Orten Niederschlettenbach, Nothweiler, Rumbach, sowie in der Ortschaft Bundenthal zu Kampfhandlungen, bekannt unter der Bezeichnung „Schlacht bei Bundenthal“. Hier standen französische Revolutionstruppen den vereinten österreichischen und preußischen Regimentern im Tal der Lauter gegenüber.
In diesen Zeitabschnitt fiel auch eine erste Auswanderungswelle aus allen Teilen der Pfalz in die USA, die in den Vereinigten Staaten als „Palatines“ bekannt wurden.

## 19. Jahrhundert
Nach der Einnahme des Linken Rheinufers durch französische Revolutionstruppen im Jahr 1794 und der Neuordnung der Verwaltung nach französischem Vorbild gehörte der Ort von 1798 bis 1814 zum Kanton Pirmasens im Departement Donnersberg.
1815 wurde der Ort im Zuge des Wiener Kongresses Österreich zugeschlagen. Bereits ein Jahr später wechselte Rumbach aufgrund eines Gebietstausches in das Königreich Bayern. 1817 wurde die Gemeinde in den Kanton Dahn umgegliedert. Ab 1818 war der Ort Bestandteil des Landkommissariats Pirmasens, das 1862 in ein Bezirksamt umgewandelt wurde. Während dieser Zeit war die Gemeinde dem Bürgermeistereiamt Schönau zugeordnet.
Die folgenden Jahre nach der Niederschlagung der französischen Expansionspläne unter Napoleon Bonaparte und die darauf folgende Biedermeierzeit bis zur bürgerlichen Revolution 1848 waren in den Ortschaften der Region, wie fast in allen Gegenden Deutschlands, überwiegend von der landwirtschaftlichen Arbeit auf den Dörfern und dem Handel in den Städten geprägt.

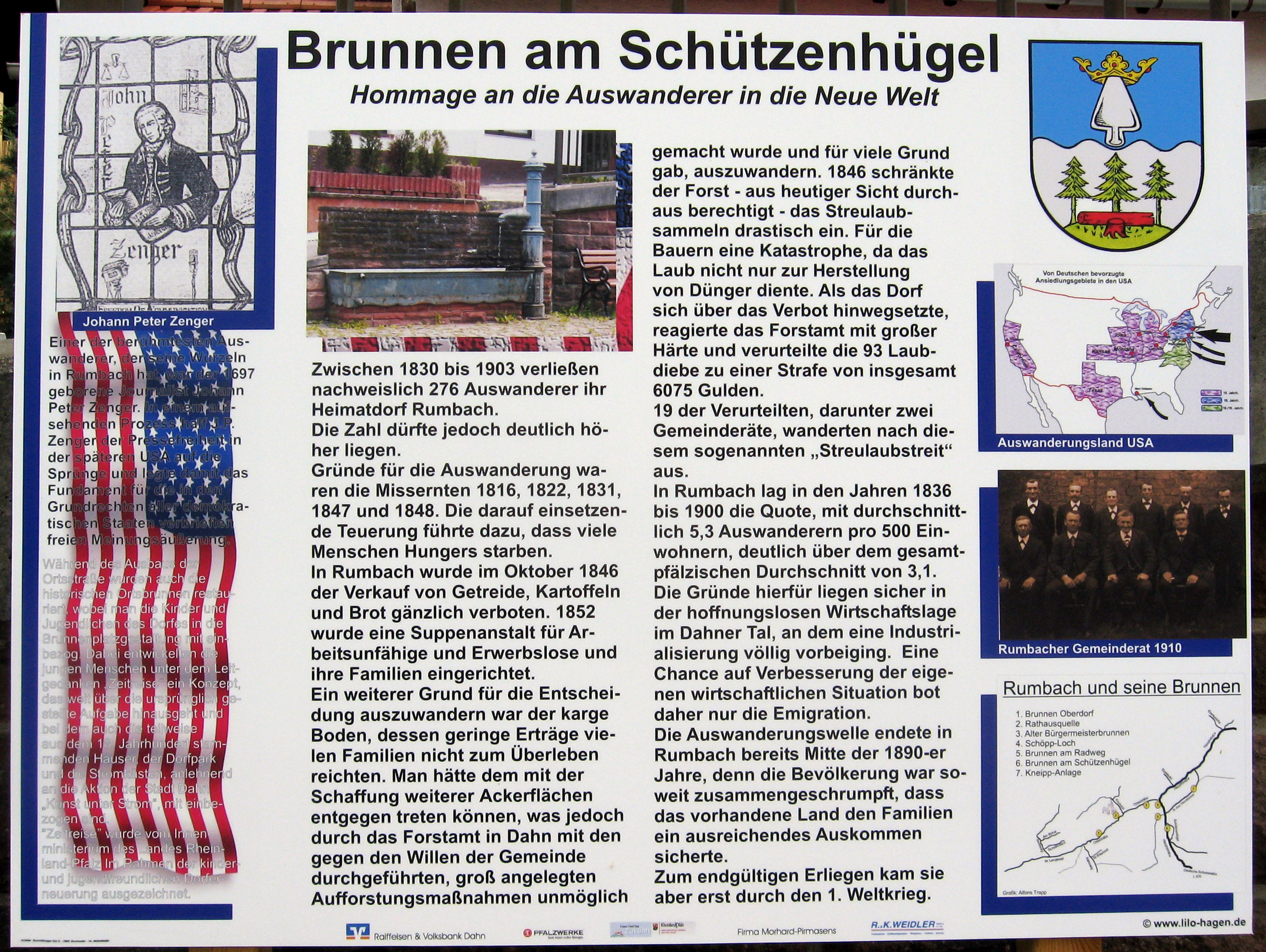
Informationstafel in Rumbach

Erst nach der Revolution 1848 und den sich dadurch verschobenen politischen Kräfteverhältnissen kam es wieder zu einschneidenden und grundlegenden Veränderungen in der Gesellschaft. Die industrielle Revolution und ihre Veränderung des bisherigen Lebens zeichneten sich in der fortschreitenden technischen Modernisierung der Länder und Regionen Deutschlands ab. Mit dem Ausbruch des Krieges gegen Frankreich 1870 wurde die Pfalz Aufmarschgebiet der verbündeten bayrischen und preußischen Armeen. Der Wasgau war in direkter Front zu den im Elsass und Lothringen aufmarschierenden französischen Truppen. Der Krieg wurde von hier aus ins benachbarte Elsass getragen, begann im Bereich des Wasgaus mit der Belagerung von Weißenburg/Elsass, wurde aus- und weitergetragen in den Schlachten bei Frœschwiller und Wörth und endete 1871 mit der Niederlage der französischen Armee bei Sedan. Das brachte grundlegende Veränderungen in der Region mit sich. Aus einer Grenzregion zu Frankreich wurde mit der Abtretung des Elsass und Lothringens an das neu gegründete deutsche Reich die Randlage der Region mit einem Schlag beendet.

## Seit dem 20. Jahrhundert

### Drittes Reich
1939 wurde Rumbach in den Landkreis Pirmasens (ab 1997 Landkreis Südwestpfalz) eingegliedert. Während des Zweiten Weltkriegs befand sich der Ort im Bereich der Roten Zone. Für die Bevölkerung ergab sich daraus, dass sie vor Aufnahme der Kampfhandlungen ab dem 1. September 1939, ab Juli / August ´39 in entferntere Teile Deutschlands evakuiert wurde, überwiegend in weit im Hinterland gelegene Gebiete wie z. B. im Hessischen, dem Schwalm-Eder-Kreis (Altmorschen) oder dem unterfränkischen und mittelfränkischen Raum, aber auch vereinzelt nach Thüringen. Benachbarte Orte, die ebenfalls betroffen waren, wurden auch in diese Gebiete evakuiert, wie z. B. Bruchweiler-Bärenbach dessen Bevölkerung hauptsächlich ins Gebiet der Rhön evakuiert wurde und in das heute noch familiäre Kontakte bestehen. Die Bevölkerung wurde ab Ende des Frankreich-Feldzuges und mit Niederlegung der Kampfhandlungen an der Westfront wieder sukzessive in ihre Heimatorte zurückgeführt. Auf deutscher Seite wurde bereits in den 1930er Jahren als Antwort auf die angebliche Provokation der Maginot-Linie der Westwall entlang der Grenze zu Frankreich errichtet. Das bedeutete für die Gemeinden und Ortschaften im Bereich des Wasgaus, dass eine Infrastruktur in Form von Arbeitsdienstlager des Reichsarbeitsdienstes errichtet werden musste, in denen die Arbeiter, die den Westwall errichteten, untergebracht waren.
In Rumbach waren zwei solche Lager angelegt, ausgestattet mit Baracken zur Unterbringung des RAD. Ein A-Lager im Bereich des heutigen Sportplatzgeländes des TuS Rumbach und ein sogenanntes B-Lager im Bereich des ehemaligen Schießplatzes. Das erste Sportheim des TuS Rumbach 1959 e.V. war eine solch umfunktionierte Holzbaracke, wie sie in der damaligen Zeit verwendet wurde. Auch die drei letzten Häuser entlang des Langenthales kurz vor erreichen des Sportplatzes, gehen auf die Errichtung des Arbeitslagers zurück, waren in ihrer Form jedoch für die ehemalige Lagerleitung errichtet worden. Mittlerweile fungieren sie als Wohnhäuser, die sich in Privatbesitz befinden.
Beide Lager wurden bis 1943 als Ausbildungslager der Hitlerjugend für die Wehrertüchtigung und Ausbildung von Soldaten weiterbetrieben. Danach wurden sie in Gefangenenlager für sowjetische Kriegsgefangene umfunktioniert. Diese mussten in der örtlichen kleinbäuerlichen Betrieben arbeiten und wurden gegen Kriegsende für den Bau von Stellungen gegen die anrückenden Amerikaner eingesetzt. So mussten diese alle Bäume links und rechts, entlang des Rumbachtales, Richtung Fischbach abholzen, um für die Wehrmacht für freies Schussfeld zu sorgen. Die Versorgungslage war für diese Menschen alles andere als ausreichend. Sie mussten sich entlang ihres Weges durch das Dorf, an den Misthaufen mit von der Bevölkerung dort abgelegtem Obst und Essensresten versorgen, um in der Gefangenschaft zu überleben. Die Versorgung der Gefangenen durch die Bevölkerung war verboten und stand unter Strafe.

### Nach dem Zweiten Weltkrieg
Nach dem Krieg wurde die Gemeinde innerhalb der französischen Besatzungszone Teil des damals neu gebildeten Landes Rheinland-Pfalz. Im Zuge der ersten rheinland-pfälzischen Verwaltungsreform wurde der Ort Bestandteil der neu geschaffenen Verbandsgemeinde Dahner Felsenland.
2009 erreichte Rumbach den dritten Platz im Wettbewerb Hauptstadt des Fairen Handels. Ein Jahr später wurde die Gemeinde Bundessieger im Wettbewerb Unser Dorf hat Zukunft und erhielt dabei die Silbermedaille und 2019 die Goldmedaille. Im Jahr 2009 wurde Rumbach im Wettbewerb Unser Dorf hat Zukunft Kreis-, Gebiets- und Landessieger in der Sonderklasse. Im Mai 2010 wurde Rumbach Gewinner des Landesfinales. Darüber hinaus wurde der Ort mit dem Sonderpreis für die Innenentwicklung ausgezeichnet. Bereits In den Jahren 2000 und 2005 war Rumbach Kreissieger und erhielt im Jahr 2000 und 2010 den Sonderpreis für vorbildliche ökologische Leistungen.